# Transaevum laudatum
Transaevum laudatum är en insektsart som beskrevs av Peter M. Johns 1997. Transaevum laudatum ingår i släktet Transaevum och familjen Anostostomatidae. Inga underarter finns listade i Catalogue of Life.